# 水谷一生
水谷 一生（みずたに かずお、1899年（明治32年）4月22日 - 1949年（昭和24年）11月25日）は、日本の陸軍軍人。最終階級は陸軍大佐。

## 経歴
三重県出身。農業・水谷専松の長男として生まれる。富田中学校を経て、1921年（大正10年）7月、陸軍士官学校（33期）を卒業。同年10月、歩兵少尉に任官し歩兵第51連隊付となる。陸士付などを経て、1934年（昭和9年）8月から1937年（昭和12年）1月まで秩父宮雍仁親王付武官を務める。その後、陸士教官となり、1937年8月、歩兵少佐に昇進し、1938年（昭和13年）5月まで陸軍大学校で専科学生（3期）として学ぶ。同年5月、第16師団参謀に就任し、参謀本部員（大本営研究班）を経て、1940年（昭和15年）8月、歩兵中佐に進級。
1943年（昭和18年）3月、東部軍参謀に発令され、1944年（昭和19年）8月、陸軍大佐に昇進した。1945年（昭和20年）1月、第12方面軍参謀（防衛）となり、同年6月、近衛第1師団参謀長に転じた。同年8月15日、宮城事件で上官の森赳中将が殺害され、その報告のため井田正孝中佐とともに東部軍管区司令部へ赴いた。井田は東部軍管区の決起参加を求めたが、田中静壱軍司令官は既に事件鎮圧を決定していた。同日、水谷は東部軍管区司令部付となり、同年12月、予備役に編入された。
1947年（昭和22年）11月、公職追放仮指定を受けた。
長男は音楽家の水谷公生。